# دورة في الدقيقة
دورة في الدقيقة أو دورة/د (بالإنجليزية: revolution per minute, rotation per minute, أو rpm) هي وحدة قياس سرعة الدوران، الوحدة معتمدة من طرف نظام الوحدات الدولي.

## التحويل
في نظام الوحدات الدولي (SI)، التردد معرف بوحدة هرتز
1 دورة/الدقيقة = 1\60 هرتز
أو 1 دورة/ الثانية = 1 هرتز
أو بصفة عامة:
| {\displaystyle {\begin{aligned}1~&{\text{rad/s}}&&=&{\frac {1}{2\pi }}~&{\text{Hz}}&&=&{\frac {60}{2\pi }}~&{\text{rpm}}\\[9pt]2\pi ~&{\text{rad/s}}&&=&1~&{\text{Hz}}&&=&60~&{\text{rpm}}\\[9pt]{\frac {2\pi }{60}}~&{\text{rad/s}}&&=&{\frac {1}{60}}~&{\text{Hz}}&&=&1~&{\text{rpm}}\end{aligned}}} |

## أقرأ أيضا
- معامل الترسيب
- جهاز طرد مركزي